# Росс, Кэтрин
Кэтрин Росс (англ. Katharine Ross, род. 29 января 1940) — американская актриса, лауреат премий BAFTA, «Золотой глобус» и «Сатурн», номинантка на премию «Оскар» в 1967 году.

## Биография
Кэтрин Джульет Росс родилась 29 января 1940 году в Голливуде. Позже её семья переехала в Уолнет-Крик, восточный пригород Сан-Франциско. Она обучалась в средней школе Лас-Ломас и колледже Диабло-Вэлли в Плезант-Хилл, Калифорния, где и началась её актёрская карьера с участия в съёмках в студенческом фильме.
В кино она наиболее известна по роли Элейн Робинсон в фильме «Выпускник» (1967) с Дастином Хоффманом и роли Этты Плэйс в «Бутч Кэссиди и Санденс Кид» (1969) с Полом Ньюманом и Робертом Редфордом в главных ролях.
Во время съёмок в фильме «Психованные» (1978) Росс познакомилась с актёром Сэмом Эллиоттом, за которого в 1984 году вышла замуж. У пары есть дочь Клео, отношения с которой у родителей складываются непросто. В марте 2011 года 71-летняя Кэтрин обратилась в Верховный суд Лос-Анджелеса по поводу покушения на её жизнь со стороны 26-летней дочери. В соответствии с показаниями Кэтрин Росс, оказавшимися в распоряжении журнала «People», проблемы с дочерью у неё начались с подросткового возраста, прежде чем ситуация обострилась в начале 2011 года и события приняли преданный огласке оборот. В тот день, по словам актрисы, её дочь ударила ногой в кухонный шкаф, а затем, размахивая ножницами, крикнула матери: «Я хочу убить тебя». Спасаясь от дочери бегством вокруг дома, Росс пыталась позвонить в полицию. Однако девушка перерезала телефонную линию и угрожала матери выколоть глаза, дойдя до того, что нанесла ей порезы на руках в шести местах. 30 марта 2011 года суд Санта-Моники вынес запретительный судебный приказ, предписывающий Клео Росс Эллиот находиться не ближе, чем на расстоянии 100 метров от своих родителей.

## Избранная фильмография
- 1965 — Шенандоа — миссис Энн Андерсон
- 1967 — Выпускник — Элейн Робинсон
- 1967 — Игры — Дженнифер Монтгомери
- 1969 — Бутч Кэссиди и Санденс Кид — Этта Плэйс
- 1974 — Несчастный случай и насилие — Констанс Вебер
- 1975 — Степфордские жёны — Джоанна Эберхарт
- 1976 — Путешествие проклятых — Мира Хаузер
- 1978 — Бетси — Салли Хардман
- 1978 — Психованные — Маргарет Уолш
- 1980 — Последний отсчет — Лорел Скотт
- 1985 — Династия 2: Семья Колби — Франческа Скотт Колби Гамильтон Лэнгдон
- 1991 — Погода для убийства — Грэйс Хайнс
- 2001 — Донни Дарко — доктор Лилиан Турман
- 2006 — Глаз дельфина — Люси

## Премии и номинации
- «Оскар» 1968 — номинация «Лучшая актриса второго плана» («Выпускник»)
- BAFTA 1971 — «Лучшая актриса» («Буч Кэссиди и Сандэнс Кид» и «Скажите им, что Уилли здесь»)
- «Золотой глобус»

1968 — «Лучший дебют актрисы» («Выпускник»)
1977 — «Лучшая актриса второго плана» («Путешествие проклятых»)
- «Сатурн» 1975 — «Лучшая актриса» («Степфордские жены»)